# Khalid Ali Al Thani
Khalid Ali Al Thani (* 26. März 1980) ist ein Straßenradrennfahrer aus den Vereinigten Arabischen Emiraten.
Khalid Ali Al Thani gewann 2007 bei der Arab Clubs Cycling Championship in Bahrain das Einzelzeitfahren. In der Saison 2009 wurde er bei der nationalen Meisterschaft Zweiter im Einzelzeitfahren und Dritter im Straßenrennen. Außerdem belegte er den zweiten Platz bei einem Teilstück der Tour of the AGCC Arab Gulf. 2010 gewann Al Thani die Goldmedaille im Straßenrennen des Arab Gulf Cycling Championship.